# The Ballad Hits
A The Ballad Hits a svéd Roxette duó második legnagyobb slágerekből álló albuma, mely 2002. november 4-én jelent meg a Roxette Recordings és a Capitol Records kiadó gondozásában. Ez volt az első része annak a „best of” albumnak, melyet 2003 márciusában a The Pop Hits című válogatásalbum követett. Két új dalt készítettek kifejezetten erre az albumra, melyről az első kimásolt kislemez a A Thing About You című dal volt, majd a „Breathe” című kislemez követte. Az album sikeres volt, és számos országban arany vagy platina helyezést ért el.

## Megjelenés és promóció
Az album két új dalt tartalmaz: A „Breathe” és a „A Thing About You” az album vezető kislemezeként jelentek meg 2002. október 14-én. Az albumot Európában valamint Brazíliában, és Oroszországban is megjelentették másolásvédett CD lemezen. A korábban még ki nem adott dalok bónusz EP-jét tartalmazó válogatást limitált kiadásként jelentettek meg bizonyos országokban. Az EP olyan dalokat tartalmaz, mint a „The Weight of the World”, „It Hurts” és az „Every Day”, valamint a negyedik „See Me” című dalt, mely korábban a Salvation című kislemez B. oldalán jelent meg 1999-ben. A kiadás Ausztráliában, az Egyesült Államokban a 2003-as Valentin nappal esett egybe. Az albumot a duó a „Night of the Proms” koncertsorozat keretében népszerűsítette. A koncertsorozatot azonban Marie Fredriksson agydaganata miatt meg kellett szakítani.

## Kritikák
| Értékelések |           |
| Értékelő    | Értékelés |
| AllMusic    | [ 3 ]     |
| Uncut       | [ 4 ]     |

Az album általában pozitív kritikákat kapott. William Ruhlmann az AllMusic-tól a Roxette-t sokkal nagyobb előadónak nevezte Európában, mint Amerikában. Az Egyesült Államokban csak 5 slágerlistás helyezés volt az albumról, de csak három volt a valódi sláger...Lehetséges, hogy az amerikaiak elveszítették az érdeklődésüket a duó iránt, amikor a Nirvana északnyugatról elindult, a Roxette következetes volt a 90-es években, és azon túl is nagyszerű eredményeket szerzett, a vonzó pop hangzásnak, és Marie Fredriksson érzelmes hangjának köszönhetően. Összefoglalva az album rengeteg fülbemászó dallamot tartalmaz, és az 5-ből 3-as csillaggal értékelte. Az Uncut magazin szintén pozitívan írt az albumról, mondván hogy az album nem kifejezetten balladákat tartalmaz, hanem inkább pomp-rock dallamokat, melyek Jennifer Rush alkalmi kedvelőit szomorú érzelmi súllyal zaklatják. Az album 5-ből 3 csillagot kapott, és kötelező darabbá téve a pop rajongók és "drámakirálynők" számára.

## Sikerek
Az album egész Európában, különösen Skandináviában volt sikeres. Első helyezés volt Dániában, és Svédországban is. Mindkét országban arany minősítést kapott az eladások alapján, melyek meghaladták a 25.000 és 30.000 eladott példányszámot. A norvég albumlistán a 8. helyezést érte el. Az IFPI platina helyezéssel díjazta az eladott 40.000 példányt meghaladó eladások végett. Belgiumban, Németországban, Hollandiában, és Svájcban Top 10-es helyezést ért el az album. Az utóbbi két országban arany minősítést kapott a 40.000 és 20.000 eladott darabszámok kapcsán.
a „The Ballad Hits” az Egyesült Királyságban nagy marketing kampány révén lett népszerű, mely magában foglalta az album reklámjainak megjelenését a népszerű brit szappanoperában a „Coronation Street”-ben. Az album a 23. helyen debütált az Egyesült Királyság albumlistáján 2003. február 9-én, majd a második héten a 11. helyre került. A skót albumlistán a 7. helyet sikerült megszerezni.  A brit BPI ezüst tanúsítvánnyal jutalmazta a 60.000 eladott példányszám alapján.

## Számlista
Az összes szám szerzője Minden dalt Per Gessle írt, kivéve a 3, 5 és 6. dalok, melyet Gessle ésMats Persson írtak; A 10. számot Gessle ésDesmond Child írták. 
| 1.    | A Thing About You                                                                              | 3:51 |
| 2.    | It Must Have Been Love (from the Pretty Woman soundtrack, 1990)                                | 4:19 |
| 3.    | Listen to Your Heart (Swedish Single Edit; from Look Sharp!, 1988)                             | 5:14 |
| 4.    | Fading Like a Flower (Every Time You Leave Me) (from Joyride, 1991)                            | 3:54 |
| 5.    | Spending My Time (from Joyride)                                                                | 4:39 |
| 6.    | Queen of Rain (from Tourism, 1992)                                                             | 4:57 |
| 7.    | Almost Unreal (from the Super Mario Bros. soundtrack, 1993)                                    | 3:59 |
| 8.    | Crash! Boom! Bang! (Single Edit; from Crash! Boom! Bang!, 1994)                                | 4:25 |
| 9.    | Vulnerable (Single Version; from Crash! Boom! Bang!)                                           | 4:30 |
| 10.   | You Don't Understand Me (from Don't Bore Us, Get to the Chorus! Roxette's Greatest Hits, 1995) | 4:28 |
| 11.   | Wish I Could Fly (from Have a Nice Day, 1999)                                                  | 4:40 |
| 12.   | Anyone (from Have a Nice Day)                                                                  | 4:31 |
| 13.   | Salvation (from Have a Nice Day)                                                               | 4:38 |
| 14.   | Milk and Toast and Honey (Single Master; from Room Service, 2001)                              | 4:03 |
| 15.   | Breathe                                                                                        | 4:34 |
| 66:42 |                                                                                                |      |

| The Ballad Hits Japanese bonus tracks | The Ballad Hits Japanese bonus tracks                                   | The Ballad Hits Japanese bonus tracks | The Ballad Hits Japanese bonus tracks | The Ballad Hits Japanese bonus tracks | The Ballad Hits Japanese bonus tracks | The Ballad Hits Japanese bonus tracks | The Ballad Hits Japanese bonus tracks | The Ballad Hits Japanese bonus tracks | The Ballad Hits Japanese bonus tracks |
| #                                     | Cím                                                                     | Hossz                                 |                                       |                                       |                                       |                                       |                                       |                                       |                                       |
| ------------------------------------- | ----------------------------------------------------------------------- | ------------------------------------- | ------------------------------------- | ------------------------------------- | ------------------------------------- | ------------------------------------- | ------------------------------------- | ------------------------------------- | ------------------------------------- |
| 16.                                   | The Weight of the World (Room Service outtake; korábban nem megjelent.) | 2:52                                  |                                       |                                       |                                       |                                       |                                       |                                       |                                       |
| 17.                                   | It Hurts (Have a Nice Day outtake; korábban nem megjelent.)             | 3:54                                  |                                       |                                       |                                       |                                       |                                       |                                       |                                       |
| 73:28                                 |                                                                         |                                       |                                       |                                       |                                       |                                       |                                       |                                       |                                       |

| The Ballad Hits Bonus EP | The Ballad Hits Bonus EP                                                                   | The Ballad Hits Bonus EP | The Ballad Hits Bonus EP | The Ballad Hits Bonus EP | The Ballad Hits Bonus EP | The Ballad Hits Bonus EP | The Ballad Hits Bonus EP | The Ballad Hits Bonus EP | The Ballad Hits Bonus EP |
| #                        | Cím                                                                                        | Hossz                    |                          |                          |                          |                          |                          |                          |                          |
| ------------------------ | ------------------------------------------------------------------------------------------ | ------------------------ | ------------------------ | ------------------------ | ------------------------ | ------------------------ | ------------------------ | ------------------------ | ------------------------ |
| 1.                       | The Weight of the World (Room Service outtake; korábban nem megjelent.)                    | 2:52                     |                          |                          |                          |                          |                          |                          |                          |
| 2.                       | It Hurts (Have a Nice Day outtake; korábban nem megjelent.)                                | 3:54                     |                          |                          |                          |                          |                          |                          |                          |
| 3.                       | See Me (Crash! Boom! Bang! outtake; korábban megjelent a "Salvation" kislemez B. oldalán.) | 3:48                     |                          |                          |                          |                          |                          |                          |                          |
| 4.                       | Every Day (Room Service outtake; korábban nem megjelent.)                                  | 3:24                     |                          |                          |                          |                          |                          |                          |                          |
| 13:58                    |                                                                                            |                          |                          |                          |                          |                          |                          |                          |                          |

## Slágerlista
| Slágerlista (2002–03)                | Legjobb helyezések |
| ------------------------------------ | ------------------ |
| Ausztria (Ö3 Austria)                | 16                 |
| Belgium (Ultratop Flandria)          | 6                  |
| Dánia (Hitlisten)                    | 3                  |
| Hollandia (Album Top 100)            | 4                  |
| Finnország (Suomen virallinen lista) | 15                 |
| Németország (Offizielle Top 100)     | 10                 |
| Olaszország (FIMI)                   | 24                 |
| Norvégia (VG-lista)                  | 8                  |
| Portugália (AFP)                     | 21                 |
| Skócia (OCC)                         | 7                  |
| Spanyolország (Promúsicae)           | 20                 |
| Svédország (Sverigetopplistan)       | 5                  |
| Svájc (Schweizer Hitparade)          | 8                  |
| Egyesült Királyság (OCC)             | 11                 |

| Slágerlista (2002)             | Helyezés |
| ------------------------------ | -------- |
| Belgium (Ultratop Flanders)    | 49       |
| Svédország (Sverigetopplistan) | 44       |
| Slágerlista (2003)             | Helyezés |
| Hollandia (MegaCharts)         | 64       |

## Minősítések
| Ország                       | Minősítés | Eladások |
| ---------------------------- | --------- | -------- |
| Brazília (Pro-Música Brazil) | arany     | 50.000   |
| Dánia (IFPI Denmark)         | arany     | 25.000   |
| Hollandia NVPI               | arany     | 40.000   |
| Norvégia IFI Norway          | platina   | 40.000   |
| Svédország (GLF)             | arany     | 30.000   |
| Svájc(IFPI Switzerland)      | arany     | 20.000   |
| Egyesült Királyság (BPI)     | ezüst     | 60.000   |
| Egyesült Államok (BVMI)      |           | 14.000   |